# You, Me and the Apocalypse
You, Me and the Apocalypse est une série télévisée américano-britannique en dix épisodes de 43 minutes créée par Iain Hollands, diffusée entre le 30 septembre 2015 et le 2 décembre 2015 sur Sky1, du 28 janvier 2016 au 31 mars 2016 sur le réseau NBC et du 29 juin 2016 au 31 août 2016 sur le réseau Global au Canada.
En Belgique, la série a été diffusée du 29 juillet 2016 au 26 août 2016 sur Be tv. Cette série est inédite dans les autres pays francophones.

## Synopsis
Une comète s'apprêtant à toucher le sol terrestre provoque le chaos sur tous les continents. Un groupe de personnes très différentes venues du monde entier - un prêtre avocat du diable et sa nouvelle associée, une bibliothécaire accusée d'avoir piraté la NSA et une suprématiste blanche déséquilibrée rencontrée en prison, un employé de banque affable et son colocataire, un cyberterroriste germaphobe et un général américain - vont voir leur destin se lier.

## Fiche technique
- Titre : You, Me and the Apocalypse
- Titre de production : Apocalypse Slough[4]
- Création : Iain Hollands
- Réalisation : Saul Metzstein, Tim Kirkby et Michael Engler
- Scénario : Iain Hollands, Richard Welsh, Geoff Bussetil, Sarah Dollard, Mickey Down, Julian Jones, Ben Vanstone
- Production : Polly Buckle, Nick Pitt et Susie Liggat
  - Production déléguée : Cameron Roach, Lizzie Gray, Andrew Conrad, Juliette Howell, Tim Bevan, Eric Fellner et Lynn Horsford
- Sociétés de production : Working Title Films et BigBalls Films (en)
- Durée des épisodes : 43 minutes
- Pays d'origine :  États-Unis et  Royaume-Uni
- Dates de diffusion :
  - Royaume-Uni : du 30 septembre 2015 au 2 décembre 2015 sur Sky1[5].
  - États-Unis : du 28 janvier 2016[6] au 31 mars 2016 sur le réseau NBC[7] au

## Distribution

### Acteurs principaux
- Mathew Baynton : Jamie Winston / Ariel Conway
- Jenna Fischer : Rhonda McNeil
- Megan Mullally : Leanne
- Rob Lowe : Father Jude
- Gaia Scodellaro : Sister Celine Leonti
- Joel Fry : Dave Bosley
- Paterson Joseph : General Arnold Gaines
- Kyle Soller : Scotty McNeil
- Fabian McCallum : Spike

### Acteurs secondaires
- Diana Rigg : Sutton
- Pauline Quirke : Paula Winton
- Karla Crome : Layla
- Fiona Button : Skye
- Nick Offerman : Buddy
- Anthony Howell (en) : Father Christophe
- Lloyd Owen : le Président des États-Unis
- Bronagh Gallagher : Larsson
- Prasanna Puwanarajah : Rajesh

## Production
Le 21 janvier 2015, NBC commande la série avec une saison de dix épisodes.
Le 10 mai 2015, lors des Upfronts, NBC annonce la diffusion de la série à la mi-saison, soit début 2016,.
Le 26 août 2015, est annoncé la date diffusion anglaise pour le 30 septembre 2015, sur Sky 1.
Le 17 décembre 2015, NBC annonce la date de diffusion américaine au 28 janvier 2016.

## Épisodes
1. 34 Days to Go
2. 33 Days to Go
3. 32 Days to Go
4. 26 Days to Go
5. 23 Days to Go
6. 17 Days to Go
7. 14 Days to Go
8. 7 Days to Go
9. 24 Hours to Go
10. The End of the World